# Wereldkampioenschappen synchroonzwemmen 2015
De wereldkampioenschappen synchroonzwemmen 2015 werden van 25 juli tot en met 1 augustus 2015 gehouden in de Kazan Arena in Kazan, Rusland. Het toernooi was integraal onderdeel van de wereldkampioenschappen zwemsporten 2015. Nieuw op het programma waren de vrije en de technische routine voor gemengde duetten.

## Programma
| V | Voorronde | Goud | Finale |

| Onderdeel          | Juli/Augustus | Juli/Augustus | Juli/Augustus | Juli/Augustus | Juli/Augustus | Juli/Augustus | Juli/Augustus | Juli/Augustus | Juli/Augustus | Juli/Augustus |
| Onderdeel          | 25            | 25            | 26            | 26            | 27            | 28            | 29            | 30            | 31            | 1             |
| Solo               | Solo          | Solo          | Solo          | Solo          | Solo          | Solo          | Solo          | Solo          | Solo          | Solo          |
| ------------------ | ------------- | ------------- | ------------- | ------------- | ------------- | ------------- | ------------- | ------------- | ------------- | ------------- |
| Technische routine | V             | Goud          |               |               |               |               |               |               |               |               |
| Vrije routine      |               |               |               |               | V             |               | Goud          |               |               |               |
| Duet               |               |               |               |               |               |               |               |               |               |               |
| Technische routine |               |               | V             | Goud          |               |               |               |               |               |               |
| Vrije routine      |               |               |               |               |               | V             |               | Goud          |               |               |
| Gemengd duet       |               |               |               |               |               |               |               |               |               |               |
| Technische routine | V             | V             | Goud          | Goud          |               |               |               |               |               |               |
| Vrije routine      |               |               |               |               |               | V             |               | Goud          |               |               |
| Team               |               |               |               |               |               |               |               |               |               |               |
| Technische routine | V             | V             |               |               | Goud          |               |               |               |               |               |
| Vrije routine      |               |               |               |               |               | V             |               |               | Goud          |               |
| Vrije combinatie   |               |               | V             | V             |               |               |               |               |               | Goud          |
| Totaal             | 1             | 1             | 2             | 2             | 1             |               | 1             | 2             | 1             | 1             |

## Medailles
| Onderdeel          | Goud | Goud | Zilver | Zilver | Brons | Brons |
| Solo               | Solo | Solo | Solo   | Solo | Solo  | Solo |
| ------------------ | ---- | --- | ------ | --- | ----- | --- |
| Technische routine | RUS  | Svetlana Romasjina | ESP    | Ona Carbonell | CHN   | Sun Wenyan |
| Vrije routine      | RUS  | Natalja Isjtsjenko | CHN    | Huang Xuechen | ESP   | Ona Carbonell |
| Duet               |      | |        | |       | |
| Technische routine | RUS  | Natalja Isjtsjenko Svetlana Romasjina | CHN    | Huang Xuechen Sun Wenyan                                                                                              | JPN   | Yukiko Inui Risako Mitsui |
| Vrije routine      | RUS  | Natalja Isjtsjenko Svetlana Romasjina | CHN    | Huang Xuechen Sun Wenyan                                                                                              | UKR   | Lolita Ananasova Anna Volosjyna |
| Gemengd duet       |      | |        | |       | |
| Technische routine | USA  | Christina Jones Bill May | RUS    | Aleksandr Maltsev Darina Valitova                                                                                     | ITA   | Manila Flamini Giorgio Minisini |
| Vrije routine      | RUS  | Aleksandr Maltsev Darina Valitova | USA    | Kristina Lum Bill May                                                                                                 | ITA   | Mariangela Perrupato Giorgio Minisini                                                                                               |
| Team               |      | |        | |       | |
| Technische routine | RUS  | Vlada Tsjigireva Michaela Kalantsja Svetlana Kolesnitsjenko Lilja Nizamova Aleksandra Patskevitsj Jelena Prokofjeva Alla Sjisjkina Maria Sjoerotsjkina Anzjelika Timanina Gelena Topilina                 | CHN    | Gu Xiao Guo Li Huang Xuechen Li Xiaolu Liang Xinping Sun Wenyan Tang Mengni Xiao Yanning Yin Chengxin Zeng Zhen       | JPN   | Aika Hakoyama Aiko Hayashi Yukiko Inui Kei Marumo Risako Mitsui Kanami Nakamaki Mai Nakamura Kano Omata Asuka Tasaki Kurumi Yoshida |
| Vrije routine      | RUS  | Vlada Tsjigireva Svetlana Kolesnitsjenko Lilja Nizamova Aleksandra Patskevitsj Jelena Prokofjeva Alla Sjisjkina Maria Sjoerotsjkina Anzjelika Timanina Gelena Topilina Darina Valitova                    | CHN    | Gu Xiao Guo Li Huang Xuechen Li Xiaolu Liang Xinping Sun Wenyan Tang Mengni Xiao Yanning Yin Chengxin Zeng Zhen       | JPN   | Aika Hakoyama Aiko Hayashi Yukiko Inui Kei Marumo Risako Mitsui Kanami Nakamaki Mai Nakamura Kano Omata Asuka Tasaki Kurumi Yoshida |
| Combinatie         | RUS  | Vlada Tsjigireva Michaela Kalantsja Svetlana Kolesnitsjenko Lilja Nizamova Aleksandra Patskevitsj Jelena Prokofjeva Alla Sjisjkina Maria Sjoerotsjkina Anzjelika Timanina Gelena Topilina Darina Valitova | CHN    | Gu Xiao Guo Li Huang Xuechen Li Mo Li Xiaolu Liang Xinping Sun Wenyan Tang Mengni Xiao Yanning Yin Chengxin Zeng Zhen | JPN   | Aika Hakoyama Aiko Hayashi Yukiko Inui Kei Marumo Risako Mitsui Kanami Nakamaki Mai Nakamura Kano Omata Asuka Tasaki Kurumi Yoshida |

### Medaillespiegel
| Plaats | Land             | Goud | Zilver | Brons | Totaal |
| 1      | Rusland          | 8    | 1      | 0     | 9      |
| 2      | Verenigde Staten | 1    | 1      | 0     | 2      |
| 3      | China            | 0    | 6      | 1     | 7      |
| 4      | Spanje           | 0    | 1      | 1     | 2      |
| 5      | Japan            | 0    | 0      | 4     | 4      |
| 6      | Italië           | 0    | 0      | 2     | 2      |
| 7      | Oekraïne         | 0    | 0      | 1     | 1      |
| Totaal | Totaal           | 9    | 9      | 9     | 21     |